# 堀明
堀 明（ほり あきら、1959年（昭和34年）-）は日本の写真家、作家、動物学研究家。

## 略歴
1959年（昭和34年）、京都府網野町に生まれる。法政大学法学部を卒業後、大手塾講師などを経て、写真家・作家に転進する。動物（特に犬とトラ）の研究家としても活動する。

## 写真集
- 『大草原のドッグパラダイス-八ヶ岳「犬の牧場」の365日』（双葉社、2003）
- 『犬の詩』（土屋書店、2009）
- 『猫の空』（土屋書店、2009）

## 著書
- 『犬は「しつけ」で育てるな!　群れの観察と動物行動学からわかったイヌの生態』（築地書館、2007）
- 『イヌの行動 定説はウソだらけ』（ナツメ社、2008）
- 『そうだったんだ! イヌの心理学』（日本文芸社、2009）
- 『犬は「しつけ」でバカになる-動物行動学・認知科学から考える』（光文社、2011）
- 『野生のトラに呼ばれて』（牧野出版、2014)
- 『イヌのホンネがわかる本』（光文社知恵の森文庫、2015)

## 参考
- 堀明公式Ｗｅｂサイト